# Kolding (gemeente)
Kolding is een gemeente in de Deense regio Zuid-Denemarken (Syddanmark) met 92.282 inwoners (2017).
Na de herindeling van 2007 worden de volgende gemeenten bij Kolding gevoegd: Christiansfeld, Lunderskov, Vamdrup en een deel van Egtved.

## Plaatsen in de gemeente Kolding
- Agtrup
- Almind
- Christiansfeld
- Harte
- Hejls
- Hjarup
- Jordrup
- Kolding
- Lunderskov
- Ødis
- Ødis-Bramdrup
- Sjølund
- Skanderup
- Skartved
- Sønder Bjert
- Sønder Stenderup
- Stepping
- Taps
- Vamdrup
- Vester Nebel
- Viuf

Aabenraa · Ærø · Assens · Billund · Esbjerg · Faaborg-Midtfyn · Fanø · Fredericia · Haderslev · Kerteminde · Kolding · Langeland · Middelfart · Nordfyn · Nyborg · Odense · Sønderborg · Svendborg · Tønder · Varde · Vejen · Vejle
- International Standard Name Identifier: 0000 0004 0414 0940
- MusicBrainz: 686da3c0-9e28-417e-84eb-6ea12a2a88ee
- Virtual International Authority File: 8183148122911795200000
- WorldCat: E39PBJxcXTVFvbRbFhVHY3rDv3